# Samuel Jackson Barnett
Samuel Jackson Barnett (* 14. Dezember 1873 in Woodson County; † 22. Mai 1956 in Pasadena (Kalifornien)) war ein US-amerikanischer Physiker.
Barnett erhielt 1894 den BS in Physik an der University of Denver und den PhD 1898 an der Cornell University. Er unterrichtete in der Folgezeit von 1898 bis 1918 an zahlreichen Universitäten. Von 1918 bis 1926 war Barnett am Carnegie Institution for Science und seit 1926 Professor an der University of California, Los Angeles.
Er ist der Entdecker des nach ihm benannten Barnett-Effekt.

## Auszeichnungen
- 1918 Comstock-Preis für Physik[2]
- 1921 Fellow der American Academy of Arts and Sciences[3]

## Veröffentlichungen
- 1903 Elements of electromagnetic theory[4]
- 1923 Theories of magnetism
- 1940 Le Magnetisme